# Carta Marina
«Carta Marina» — одно из ранних гравированных географических изображений Северной Европы, созданное шведским церковным деятелем, дипломатом и писателем Олафом Магнусом. После того как он и его брат были вынуждены покинуть Швецию (1530), Олаф Магнус до конца жизни занимался изучением её истории и географии. Результатом этой работы стали ксилографированная Carta Marina и книга со множеством иллюстраций Historia de Gentibus Septentrionalibus. Carta Marina была выпущена в свет в 1539 в Венеции в нескольких экземплярах с посвящением Патриарху Венецианской республики Джироламо Квирино (итал. Girolamo Quirino), при поддержке которого Олаф Магнус смог закончить свою работу. Источниками для Carta Marina ему послужили собственные путевые заметки, работы Якова Циглера, карта из Географии Птолемея, сочинений Матвея Меховского (1517) и Павла Йовия (1525) о Московии. Carta Marina столетиями считалась потерянной, пока в 1886 году её не нашёл в Государственной библиотеке города Мюнхена О. Бреннер (O. Brenner).
Carta Marina Олафа Магнуса 1539 года была перегравирована с уменьшением размеров и издана в сборнике карт Лафрери 1572 г., в нескольких изданиях Всеобщей Космографии Себастьяна Мюнстера (c 1544 года), в разных изданиях «Истории» Олафа Магнуса: римском 1555 г., венецианском 1565 г. и др.

## Описание, исторические сведения
Carta Marina была исполнена в технике ксилографии (высокая печать) на девяти досках. Её размер в склеенном виде составляет 125х170 см. Отдельные её листы — 40х55 см, они помечены латинскими литерами от A до I. Комментарии к Carta Marina были переведены Олафом на итальянский (Opera breve) и немецкий (Ain kurze Auslegung und Verklerung der neuuen Mappen) и были выпущены отдельными изданиями. К 1574 году все экземпляры многолистовой Carta Marina оказались утерянными, Carta Marina оставалась известной в научном мире благодаря уменьшенным перегравировкам.
Один экземпляр карты был найден Оскаром Бреннером в 1886 в библиотеке Мюнхена (Hof- und Staatsbibliothek, сейчас Bayerische Staatsbibliothek) в Германии, где и находится до сих пор. Позднее, в 1961, ещё одна копия была обнаружена в Швейцарии и уже в следующем году была приобретена университетом Уппсалы у частного лица за 150 тысяч шведских крон. В настоящее время этот экземпляр находится в библиотеке университета Carolina Rediviva, где он выставлен для всеобщего обозрения. Эти две копии являются знаменитым документом эпохи Возрождения и истории культуры европейского Севера.
Кроме изображений географических объектов, на Carta Marina помещено более 100 миниатюр, изображающих животных и морских чудищ, гербы государств и земель, изображения жителей Севера, их обычаи и костюмы, события истории, происходившие когда-то на границе Швеции и Московского княжества.

## Комментарии к некоторым миниатюрам
Листы расположены в три ряда, по три листа в каждом ряду.
- Лист A[6] (вверху слева)
  - Сравнительно большое количество кораблей в этом фрагменте указывает на оживлённость торговли между Исландией и остальной Европой, в первую очередь с Ганзой.
  - Сражение между кораблями Hamburger и Scott (по центру левого края) можно объяснить торговой конкуренцией между Ганзой и Англией и Шотландией.
  - Морские завихрения (правая нижняя четверть), не повторяющиеся в таком количестве нигде более на карте, указывают, по мнению Россби и Миллера, на так называемый Исландско-Фарерский фронт (Island-Faroes front), разделяющий тёплые воды Гольфстрима и потоки холодной воды с севера. Разница температур воды (в 5 °C) создаёт характерную рябь на поверхности, о которой Олафу Магнусу могли сообщить мореходы.

- Лист B
  - Можно предположить, что морские чудовища не случайно нападают на корабли с названиями Dani и Gothi из стран, поражённых «лютеранской ересью»[7].
  - Также большое количество чудовищ, в частности в северной части карты, может быть отсылкой к так называемому «Морю червей» — морскому участку, по которому боялись плавать даже викинги, говоря о немыслимых полчищах червей, проедающих днища их деревянных суденышек.
  - Рыбак на замёрзшем озере (справа, у буквы H) глушит рыбу, ударяя дубинкой по льду.
- Лист C
  - Отмеченный буквой D Магнитный остров (Insula Magnetu), ближе к правому верхнему краю, у которого компасы перестают функционировать, Олаф поместил к северу от Скандинавии, «в 30 милях от Северного полюса».
  - Белое море, отмеченное буквой F, изображено здесь как озеро (Lacus Albus).
  - Буквами q и O отмечены московские купцы, перетаскивающие свои лодки между озёрами.
- Лист D
  - У южного побережья Фарерских островов (Fare) изображена скала, с указанием для мореходов, что она даёт «отличную защиту от шторма».
  - Шетландские острова (Hetland) охарактеризованы как «плодородная страна с самыми красивыми женщинами».
- Лист E
  - Символами ●, █, ♦ в Центральной Швеции отмечены месторождения железа, меди и серебра соответственно.
- Лист F
  - На этом фрагменте изображены несколько территорий с названием Russia, в том числе прионежье — земли Новгородской республики как Белая Русь (Russia alba) а ниже «Russia regalis nigra» — Русь, королевская Чёрная. Подписано Московское государство «Moskovia pars» – часть Московского государства.
  - Вооруженные конники и пушки на льду Финского залива (Mare Finonicum) символизируют русско-шведскую войну 1495—1497 годов. По мнению автора карты, русские потерпели поражение: рядом с фигурой убегающего русского, бросившего лук и колчан, надпись «sle nove perdita pugna» («снова биты, сражение проиграно»). Данное мнение автора обосновывается не столько фактическим результатом войны, сколько его принадлежностью к одной из сторон конфликта: он был не только картографом, но и шведским дипломатом и католическим деятелем.
  - На льду Финского залива также изображены конькобежцы с коньками на ногах и палками для отталкивания в руках (отмечены буквой L).
  - В нижнем правом углу фрагмента изображён (Magnus Princeps Moscovitar) великий князь московский Василий III Иванович, а не Иван IV Васильевич (как считают некоторые), которому ещё не исполнилось и десяти лет.
  - Чуть выше изображена ловля горностая (на карте подпись «hermelini») с помощью деревянной ловушки, так называемой кулёмки.
  - Крепость Ivan grot в устье реки напротив Нарвы — это Ивангород.
- Лист H
  - На побережье Пруссии — сборщик янтаря (отмечен буквой D).

- Лист I
  - Внизу в центре изображён король польский и великий князь литовский — Сигизмунд Старый (Sigismundus Rex Polonie Magnus Dux Lituanie).
  - Справа перечислены народы, которые «согласно единогласным утверждениям древних авторов» происходят из Скандинавии. Среди них готы, остготы, вестготы, жители Самогитии и многие другие.